# Bretejovce
Bretejovce es un municipio del distrito de Prešov en la región de Prešov, Eslovaquia, con una población estimada a final del año 2024 de 472 habitantes.
Se encuentra ubicado en el centro-sur de la región, en el valle del río Torysa (cuenca hidrográfica del río Tisza) y cerca de la frontera con la región de Košice.

## Demografía
| Año        | 1994 | 2004    | 2014    | 2024     |
| ---------- | ---- | ------- | ------- | -------- |
| Población  | 377  | 376     | 386     | 472      |
| Diferencia |      | −0,26 % | +2,65 % | +22,27 % |

| Año        | 2023 | 2024    |
| ---------- | ---- | ------- |
| Población  | 471  | 472     |
| Diferencia |      | +0,21 % |